# Pau Gil i Serra

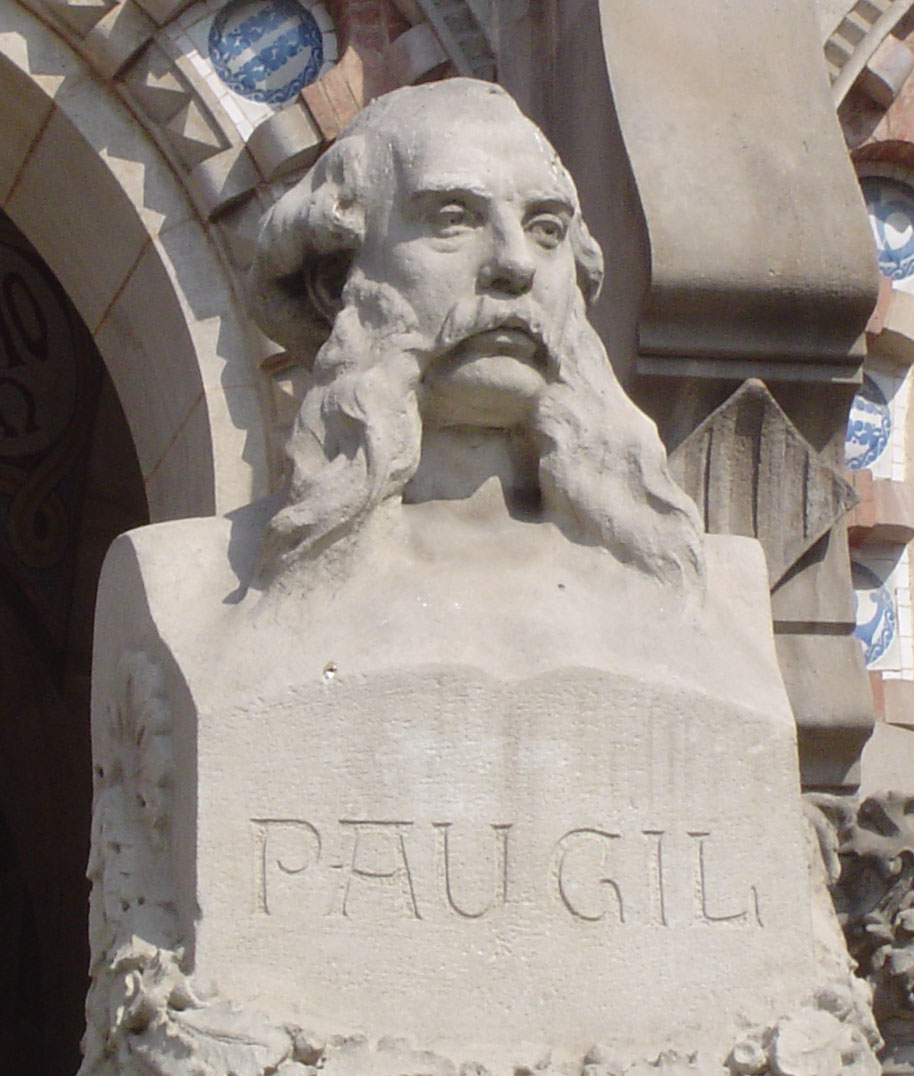
Monument a Pau Gil a l'Hospital de Sant Pau per Eusebi Arnau i Frederic Marès

Pau Gil i Serra (Barcelona, 30 de desembre de 1816 – París, 30 d'abril de 1896) va ser un banquer i mecenes català.

## Biografia
Era un dels onze fills del comerciant i banquer Pere Gil i Babot i de la baronessa Josepa Serra i Cabañes. Va ser batejat a l'església dels Sants Just i Pastor. Als 17 anys va traslladar-se a París, on va viure durant 62 anys. Es dedicà amb èxit a les finances juntament amb el seu germà Pere (1814-1867), que havia fundat la Banca Gil l'any 1846 a París. L'any 1867, Pau Gil substituí el seu germà al capdavant de la Banca Gil, que gestionà personalment amb meticulositat. Com que els seus germans Pere, Josep i Claudi eren enginyers, en Pau va invertir principalment en mineria i ferrocarrils, com per exemple en la construcció del primer tren miner d'Astúries. A més de la banca, també va heretar la flota de 28 vaixells del seu pare, que li proporcionaren molts beneficis.
A més de ric, Pau Gil tenia habilitat per establir relacions personals, i va arribar a ser conseller i amic de la reina Isabel II i d'Eugènia de Montijo.
Pau Gil morí el 1896 a la seva residència del bulevard des Capucines, 6, a París. Al seu funeral a l'església de la Madeleine hi varen assistir un gran nombre de personalitats de la societat parisenca. Era solter i en el seu testament va disposar ser enterrat a Barcelona, junt amb els seus pares, liquidar la banca, i que la meitat dels béns resultants de la liquidació de la banca fossin pels seus nebots i l'altra meitat es destinessin a la construcció d'un hospital a Barcelona amb el nom de Sant Pau, per assistir als pobres. Gràcies a aquesta donació, de 3.060.000 pessetes, l'any 1902 començaren les obres de l'Hospital de Sant Pau, obra de Lluís Domènech i Montaner.
Pau Gil deixà per escrit les instruccions per a la construcció civil de l’Hospital de Sant Pau. Aquestes establien, d'una banda, la creació d’una comissió nomenada pels seus marmessors, Josep Ferrer i Vidal i Edmond Sivatte, que s'encarregaria de la direcció dels treballs. I de l'altra, el projecte sortiria a concurs, amb un premi de dues mil cinc-centes pessetes per al guanyador. A més a més, va disposar que les instal·lacions del nou hospital havien d'incorporar totes les millores dels hospitals de París.
A l'Hospital de Sant Pau hi ha un bust de Pau Gil, obra de 1930 dels escultors Eusebi Arnau i Frederic Marès.

## Curiositats
La seva neboda Carme Gil i Llopart fou una coneguda col·leccionista i va donar el seu fons al Museu Tèxtil i d'Indumentària, actualment conegut com a DHUB.